# Yan man ying hung
Yan man ying hung ({人民英雄) è un film del 1987 diretto da Derek Yee.
Conosciuto anche come: People's Hero (titolo inglese)

## Trama
Sai e Boney sono una coppia di giovani punk di strada che cercano di rapinare una banca. Prendono tutti in ostaggio ma tra loro c'è Sunny Koo, un famigerato criminale ricercato che prende in mano la situazione.